# Una vita in vacanza
Una vita in vacanza è un singolo del gruppo musicale italiano Lo Stato Sociale, pubblicato il 7 febbraio 2018 come primo estratto dal primo album di raccolta Primati.
Il brano è stato presentato in gara al 68º Festival di Sanremo, classificandosi in seconda posizione e aggiudicandosi il Premio della Sala Stampa "Lucio Dalla".

## Video musicale
Il videoclip del brano, diretto da Matteo Bombarda e Davide Spina, è stato girato al centro sociale TPO di Bologna e vede la partecipazione della ballerina ottantaquattrenne Paddy Jones citata nel brano come "la vecchia che balla" in coppia con Nico Espinosa.

## Tracce
Testi e musiche di Alberto Cazzola, Lodovico Guenzi, Alberto Guidetti, Francesco Draicchio, Enrico Roberto e Matteo Romagnoli.
1. Una vita in vacanza – 3:53

## Classifiche

### Classifiche settimanali
| Classifica (2018) | Posizione massima |
| ----------------- | ----------------- |
| Italia            | 1                 |
| Europa (digital)  | 19                |
| San Marino        | 1                 |
| Svizzera          | 64                |

### Classifiche di fine anno
| Classifica (2018) | Posizione massima |
| ----------------- | ----------------- |
| Italia            | 30                |

## La cover del Piccolo coro dell'Antoniano
Dopo l'interpretazione insieme al Piccolo Coro dell'Antoniano di Bologna e a Paolo Rossi nella serata dei duetti, il 23 febbraio 2018 viene pubblicata la cover del Piccolo Coro dell'Antoniano. Tale versione mantiene l'arrangiamento originale del brano, mentre la frase «nessuno che r***e i c******i» viene cambiata in «nessuno che buca i palloni».